# Teoría (lógica)
En lógica, una teoría es un conjunto de proposiciones dentro de un lenguaje formal que es semánticamente completo en el sentido de que todo modelo que satisface todas las proposiciones de la teoría también satisface cualquier otra proposición que sea consecuencia de la misma.
Lo que diferencia a una teoría de un conjunto de proposiciones cualquiera es que incluye todas sus consecuencias, es decir, es un conjunto cerrado de proposiciones bajo el «operador consecuencia».

## Definición formal
Sea {\displaystyle {\mathcal {L}}} un lenguaje formal y sea {\displaystyle {\mathcal {M}}} la clase de modelos para dicha teoría. Sea {\displaystyle \mathrm {Sent} ({\mathcal {L}})} el conjunto de sentencias (proposiciones) de la teoría (también llamado conjunto de fórmulas bien formadas), un conjunto T es una teoría lógica si:

{\displaystyle \mathbf {T} \ {\text{es una teoría}}\quad \Leftrightarrow \quad \mathbf {T} =\mathrm {Cons} _{S}(\mathbf {T} )}

donde:
{\displaystyle \mathrm {Cons} _{S}(\Sigma )=\mathrm {Cons} (\Sigma )\cap \mathrm {Sent} ({\mathcal {L}})} donde {\displaystyle \Sigma \subset \mathrm {Sent} ({\mathcal {L}})} es un subconjunto cualquiera de sentencias expresables en el lenguaje formal.
{\displaystyle \mathrm {Cons} (\Sigma )=\{\sigma \in \mathrm {Sent} ({\mathcal {L}})|\ \Sigma \vDash _{\mathfrak {U}}\sigma ,\ {\mathfrak {U}}\in {\mathcal {M}}\}}, es el conjunto de todas las proposiciones que se verifican en cualquier modelo del lenguaje formal.

## Clases de teorías

### Teorías consistentes y completas
- Una teoría es consistente si de cada par de fórmulas (φ, ¬φ) del lenguaje formal sólo una de ellas pertenece a la teoría.
- Una teoría es completa si para todo par de fórmulas (φ, ¬φ) al menos una de ellas forma parte de la teoría.

En matemáticas todas las teorías son consistentes, ya que las teorías inconsistentes no son interesantes. Ya que cualquier proposición puede derivarse de una contradicción, en una teoría inconsistente cualquier proposición puede ser demostrada y por tanto es trivialmente completa (todas las proposiciones formulables dentro de la teoría, así como sus negaciones forman parte de la teoría). Algunos ejemplos de teorías consistentes y completas serían los siguientes:
- La teoría de los grupos abelianos divisibles y libres de torsión.
- La teoría de cuerpos algebraicamente cerrados de característica {\displaystyle \scriptstyle p\geq 0} es completa.
- La teoría de conjuntos completamente ordenados con orden denso y sin extremos es ω-categórica y, por tanto, completa.

Ejemplos de teorías no completas son:
- La teoría de grupos general no es completa.
- La teoría de cuerpos general no es completa.

Estas dos se siguen del hecho de que una teoría que admite modelos finitos e infinitos simultáneamente no puede ser completa.

### Teoría asociada a un modelo
Dado un {\displaystyle {\mathcal {L}}}-modelo {\displaystyle {\mathfrak {U}}\in \mathrm {Mod} \ {\mathcal {L}}} la teoría de dicho modelo es:

{\displaystyle \mathrm {Th} \ {\mathfrak {U}}=\{\phi \in \mathrm {Sent} ({\mathcal {L}})|\ {\mathfrak {U}}\vDash \phi \}}

para cualquier {\displaystyle {\mathfrak {U}}} la teoría {\displaystyle \mathrm {Th} \ {\mathfrak {U}}} es siempre una teoría completa.

### Teorías finitamente axiomatizables
Una teoría es finitamente axiomatizable si existe un subconjunto finito {\displaystyle \Sigma \subset \mathrm {Sent} ({\mathcal {L}})} tal que {\displaystyle \mathbf {T} =\mathrm {Cons} _{S}(\Sigma )} puede verse que las teorías finitamente axiomatizables están relacionadas con las clases elementales de modelos.
Si {\displaystyle {\mathcal {M}}\subseteq \mathrm {Mod} \ {\mathcal {L}}} es una clase de modelos para el lenguaje formal {\displaystyle {\mathcal {L}}} se dice que:
- {\displaystyle {\mathcal {M}}} es una clase elemental si y solo si existe una proposición {\displaystyle \phi \in \mathrm {Sent} ({\mathcal {L}})} tal que {\displaystyle {\mathcal {M}}=\mathrm {Mod} \ \phi }
- {\displaystyle {\mathcal {M}}} es una clase elemental en sentido amplio si y solo si existe un conjunto {\displaystyle \Sigma \subset \mathrm {Sent} ({\mathcal {L}})} tal que {\displaystyle {\mathcal {M}}=\mathrm {Mod} \ \Sigma } (si {\displaystyle \Sigma } es un conjunto finito entonces una clase elemental en sentido amplio es también una clase elemental).

| Una teoría {\displaystyle \scriptstyle \mathbf {T} } es finitamente axiomatizable si la clase de modelos {\displaystyle \scriptstyle \mathrm {Mod} \ \mathbf {T} } es una clase elemental |

## Teoremas metalógicos sobre teorías
Sobre la decibidilidad se tiene el siguiente resultado:
| Si {\displaystyle \scriptstyle \mathbf {T} } es una teoría finita o recursivamente enumerable completa, entonces es decidible |

Una cuestión más compleja es la siguiente: dada una teoría completa 
{\displaystyle \scriptstyle \mathbf {T} =\mathrm {Th} \ {\mathfrak {U}}}, ¿es posible caracterizarla axiomáticamente de manera que sus axiomas formen un conjunto efectivamente enumerable? Dicho de otra manera, existe una axiomática {\displaystyle \scriptstyle \Sigma } adecuada recursivamente enumerable tal que {\displaystyle \scriptstyle \mathrm {Th} \ {\mathfrak {U}}=\mathrm {Ded} (\Sigma )}. Los teorema de incompletitud de Gödel proporcionan una respuesta negativa para el caso de la aritmética, ya que ninguna teoría de primer orden recursivamente enumerable recoge toda la aritmética del modelo dado por los números naturales ordinarios.
Sobre la posibilidad de ampliar de manera consistente una teoría hasta obtener una teoría completa se tiene el siguiente resultado:
| Toda teoría consistente {\displaystyle \scriptstyle \mathbf {T} } se puede sumergir [i.e. existe una inyección canónica] en una teoría completa y consistente |

Esto implica, por ejemplo, que la aritmética de primer orden, puede ser ampliada hasta tener una teoría completa de la aritmética de Peano, sin embargo, las nuevas sentencias añadidas (que deben tomarse como axiomas) formarán un sistema que no es recursivamente enumerable y por tanto no sería una teoría decidible.
Sobre la posibilidad de que una teoría admita diferentes modelos se tiene:
| Si todos los modelos de una teoría {\displaystyle \scriptstyle \mathbf {T} } son isomorfos, entonces {\displaystyle \scriptstyle \mathbf {T} } es una teoría completa. |

Este teorema combinado con el teorema de Löwenheim-Skolem restringe la existencia de teorías completas, ya que si una teoría admite un modelo infinito entonces tendrá un modelo infinito para cualquier cardinal infinito (a partir de un cierto cardinal mínimo) y por tanto no podrá existir un isomorfismo entre todos ellos, es más, la clase de todos los modelos será una clase propia. Sin embargo, un caso frecuente es que todos los modelos de una misma teoría con el mismo cardenal sean isomorfos, en se casó se tienen los siguientes resultados:
| Si una teoría completa {\displaystyle \scriptstyle \mathbf {T} } tiene un modelo finito, entonces todos sus modelos son isomorfos |

Para examinar la posibilidad de modelos isomorfos se introducen las dos definiciones siguientes:
- Una teoría es categórica si todos sus modelos son isomorfos.
- Una teoría es κ-categórica {\displaystyle \scriptstyle (\kappa \geq \aleph _{0})} sii (i) admite un modelo de cardinal κ y ii) todos sus modelos de cardinal κ son isomorfos.

Toda teoría categórica es completa y también que si una teoría es completa y tiene un modelo finito entonces es categórica. Dos resultados importantes que relacionan completitud y κ-categoricidad son:
| Teorema de Łoś-Vaught (1954) Sea {\displaystyle \scriptstyle \mathbf {T} } una teoría en un lenguaje formal de cardinal κ. Y supóngase que: i) {\displaystyle \scriptstyle \mathbf {T} } no tiene modelos finitos, ii) {\displaystyle \scriptstyle \mathbf {T} } es λ-categórica con {\displaystyle \scriptstyle \lambda \geq \kappa } Entonces la teoría {\displaystyle \scriptstyle \mathbf {T} } es completa. |

| Teorema de Morley (1965) Sea {\displaystyle \scriptstyle \mathbf {T} } una teoría numerable y κ-categórica con {\displaystyle \scriptstyle \kappa >\aleph _{0}}. Entonces {\displaystyle \scriptstyle \mathbf {T} } es κ-categórica para todo {\displaystyle \scriptstyle \kappa >\aleph _{0}}. |